# ميهوكو إيواإيا
ميهوكو إيواإيا (岩屋 美保子) هو لاعب كرة قدم. ولعبت مع منتخب اليابان لكرة القدم للسيدات.